# McLaren Artura
Der McLaren Artura ist ein Sportwagen und nach dem McLaren P1 das zweite Plug-in-Hybrid-Fahrzeug von McLaren Automotive.

## Geschichte
Vorgestellt wurde der Sportwagen am 17. Februar 2021 als Nachfolgemodell des zur Sport Series gehörenden McLaren 570S. Die ersten Fahrzeuge sollten Ende 2021 ausgeliefert werden. Die Markteinführung wurde mehrfach wegen der Chipkrise verschoben. Bei Testfahrten durch die Motorpresse im Sommer 2022 traten schließlich Probleme mit dem Motor und der Software auf, weshalb die Serienfertigung weiter verschoben wurde. Im Dezember 2022 wurde bekannt, dass McLaren einen Teil seiner Fahrzeugsammlung verkauft hatte, um technische Upgrades beim Artura finanzieren zu können.
Anlässlich des 70. Thronjubiläums von Königin Elisabeth II. präsentierte McLaren im Mai 2022 die Baureihe in der Sonderlackierung Platinum Jubilee.
Die Spider genannte offene Version wurde am 28. Februar 2024 vorgestellt. Die Auslieferungen erfolgen seit Mitte 2024.
Der Name des Zweisetzers ist ein Kunstwort und setzt sich aus den Begriffen „Art“ und „Futur“ zusammen.

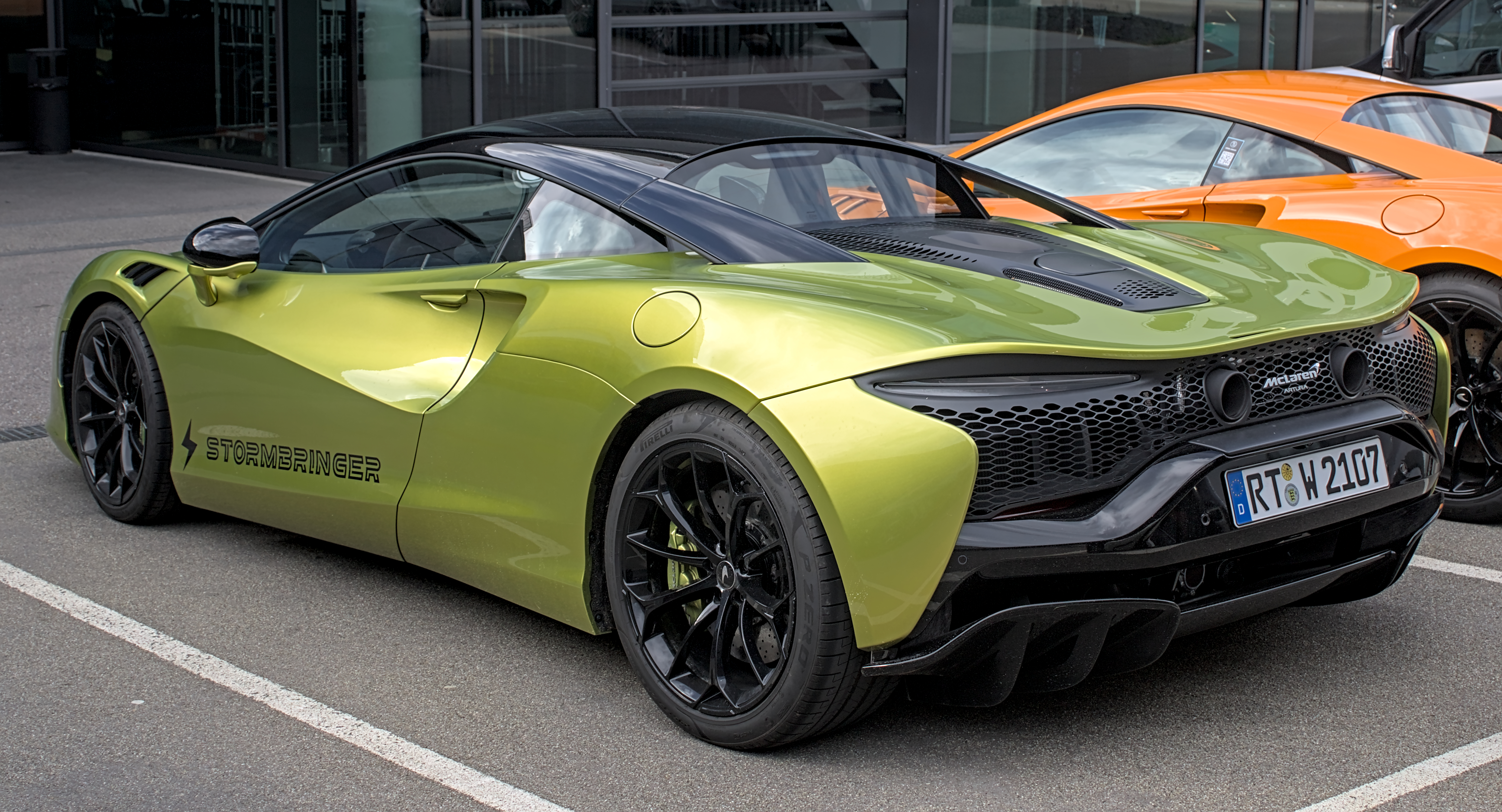
Heckansicht
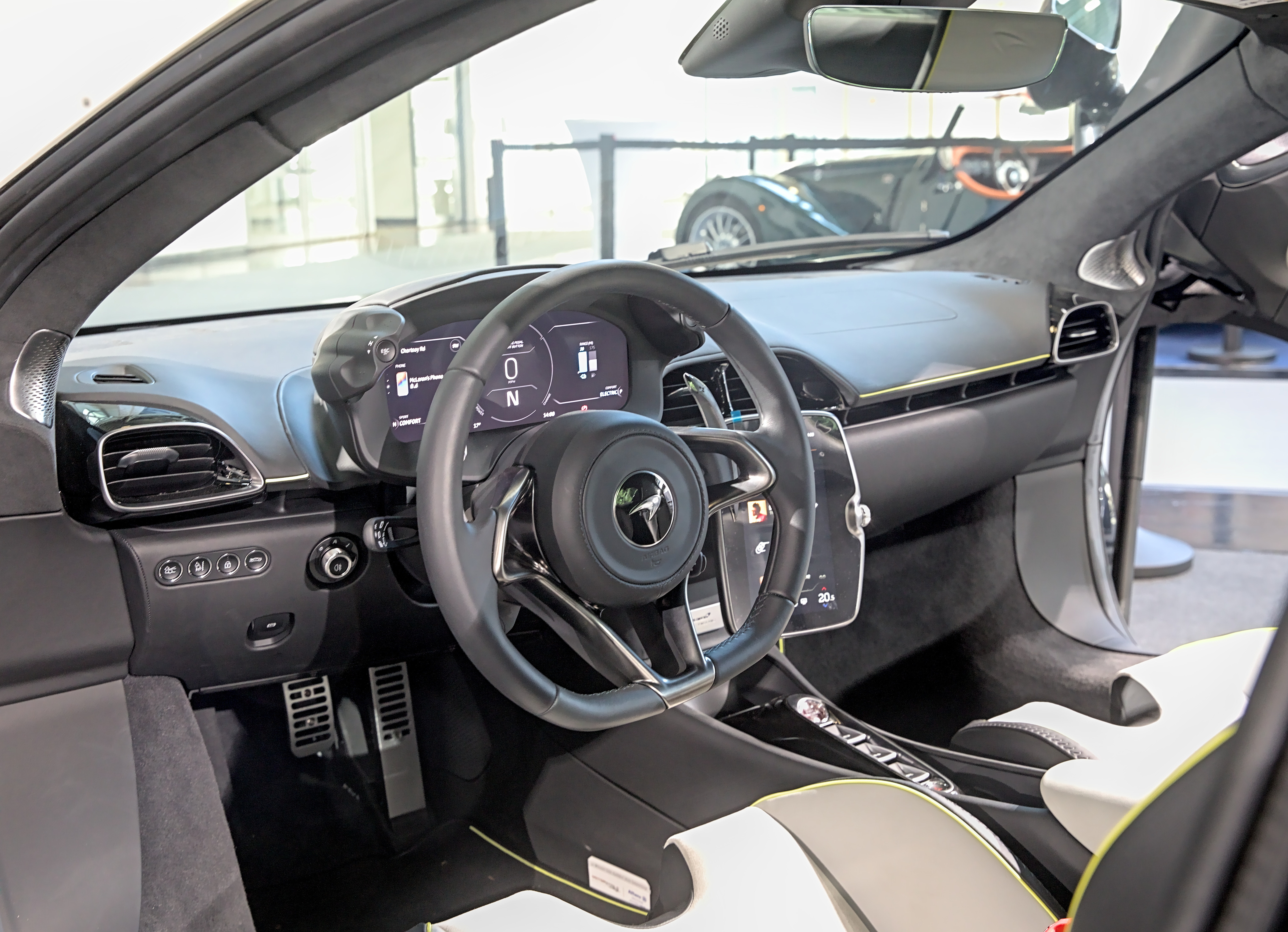
Innenansicht
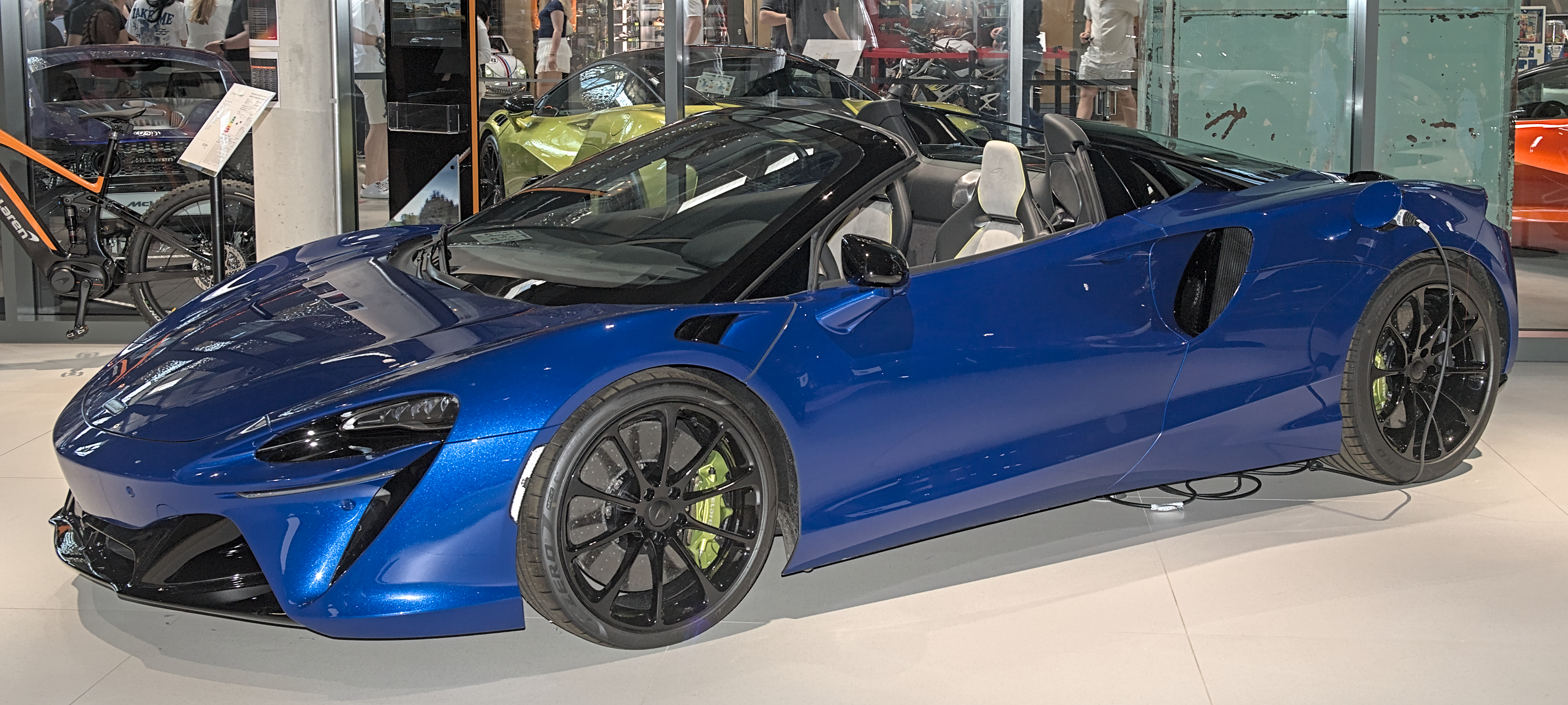
McLaren Artura Spider (seit 2024)
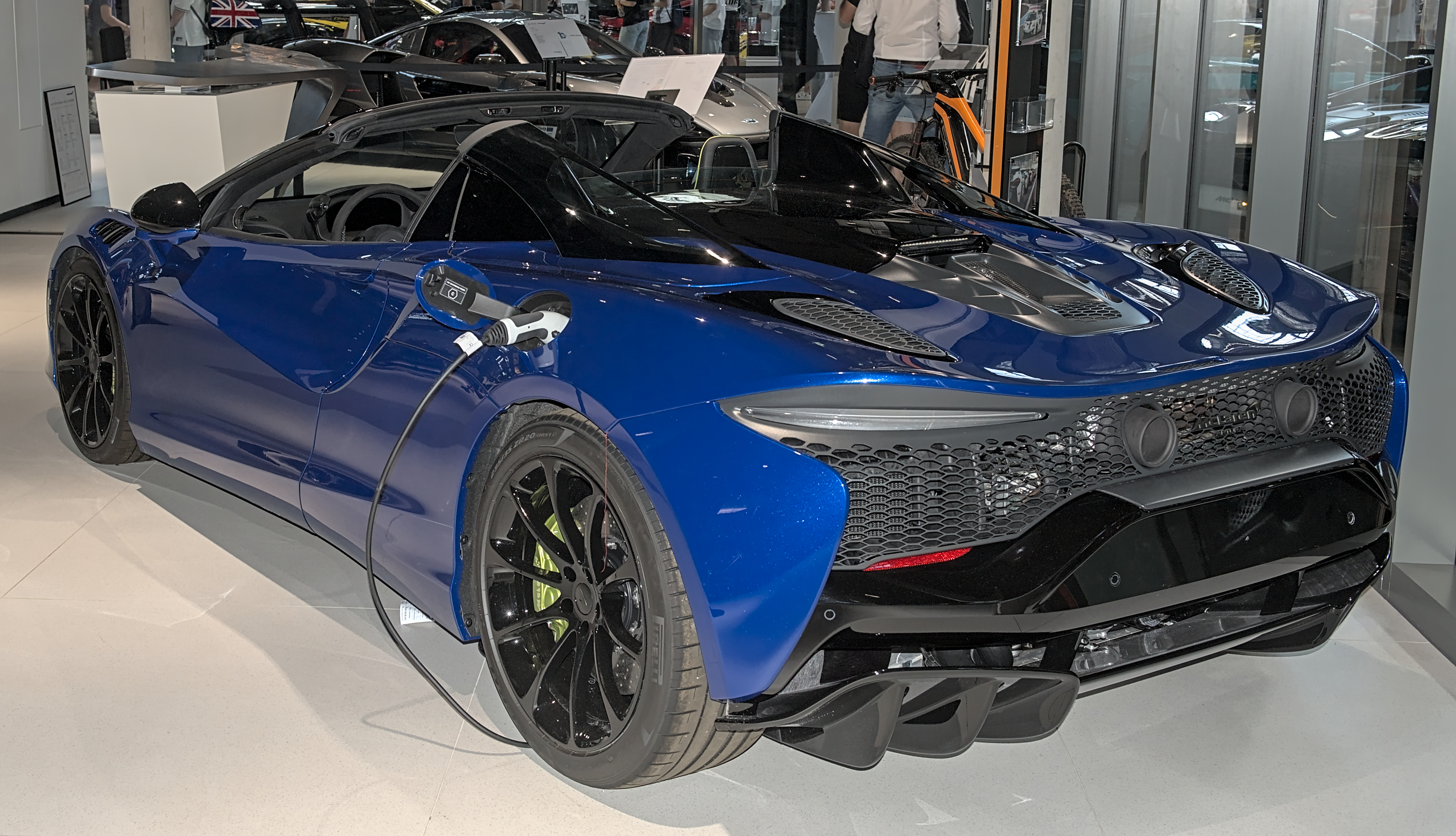
Heckansicht
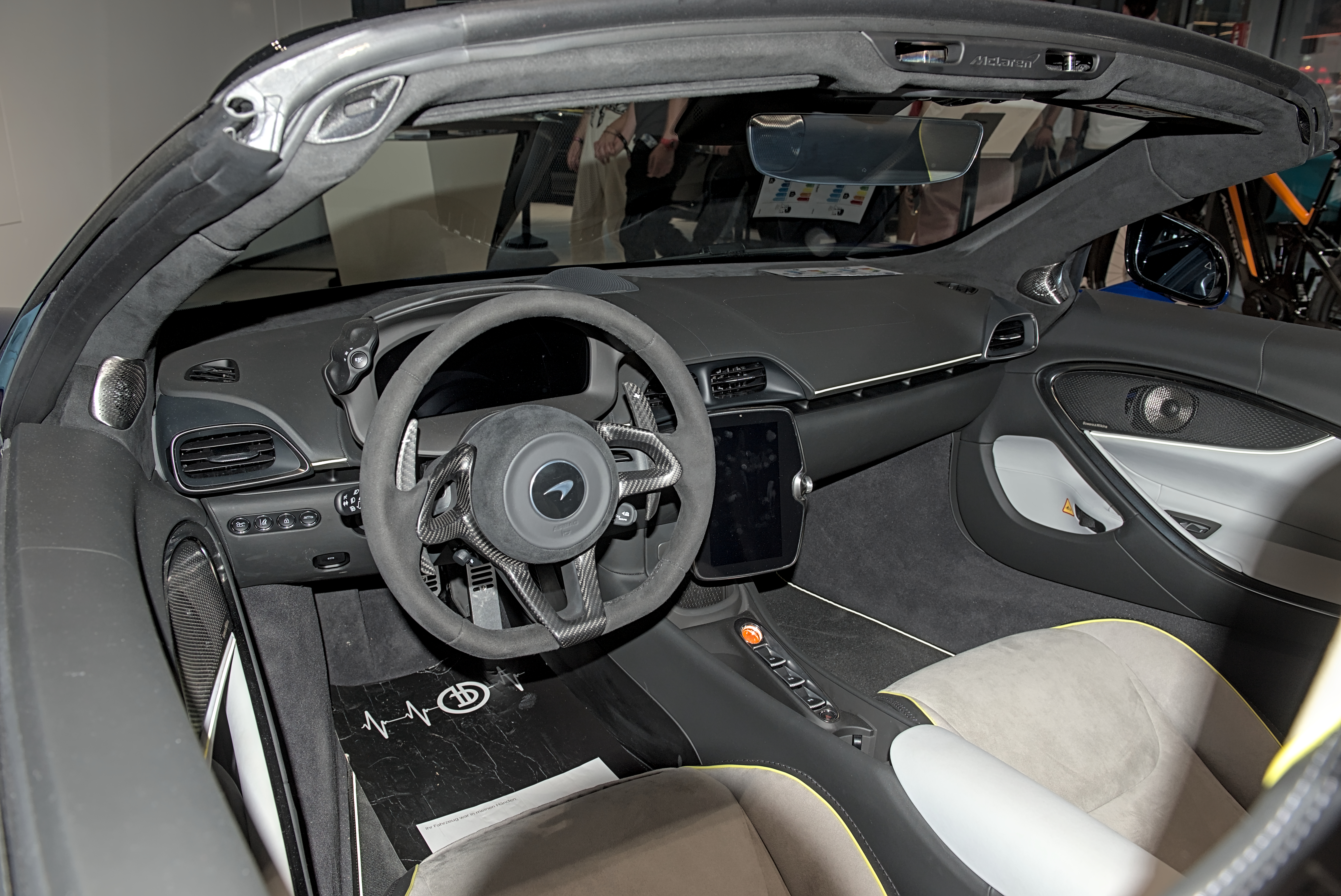
Innenansicht

## Technik
Als erstes McLaren-Modell kommt im Artura ein neu entwickelter V6-Ottomotor zum Einsatz. Kombiniert wird er mit einem Elektromotor, der den Wagen auch alleine antreiben kann. Die Systemleistung betrug zum Marktstart 500 kW (680 PS). Ein Akkumulator mit einem Energieinhalt von 7,4 kWh liefert die Energie dazu. Die elektrische Reichweite wird mit 30 km angegeben. Ein 8-Gang-Doppelkupplungsgetriebe bringt die Kraft an die Hinterachse. Es hat keinen Rückwärtsgang, da für die Rückwärtsfahrt der Elektromotor einfach in die entgegengesetzte Richtung dreht. Das Trockengewicht gibt McLaren mit 1395 kg an. Davon entfallen 130 kg auf die Hybridkomponenten. Auf 100 km/h soll der Artura in drei Sekunden beschleunigen können, die Höchstgeschwindigkeit ist mit 330 km/h angegeben.
Mit der Vorstellung des Spider, der serienmäßig auf 515 kW (700 PS) kommt, wurde bekannt gegeben, dass bisherige Eigentümer des Coupés die maximale Leistung über eine Neukalibrierung beim McLaren-Händler auf ebenfalls diesen Wert kostenlos anheben lassen können.

## Technische Daten
|                                                                 | Artura                             | Artura Spider                      |
| Bauzeitraum                                                     | seit 02/2021                       | seit 02/2024                       |
| Motorkenndaten                                                  |                                    |                                    |
| Motortyp                                                        | V6-Ottomotor (M630) + Elektromotor | V6-Ottomotor (M630) + Elektromotor |
| Motoraufladung                                                  | Biturbo                            | Biturbo                            |
| Einbaulage                                                      | mittig längs                       | mittig längs                       |
| Hubraum                                                         | 2993 cm³                           | 2993 cm³                           |
| max. Leistung Verbrennungsmotor bei min−1                       | 430 kW (585 PS) / 7500 (1)         | 445 kW (605 PS) / 7500             |
| max. Leistung Elektromotor                                      | 70 kW (95 PS)                      | 70 kW (95 PS)                      |
| Systemleistung                                                  | 500 kW (680 PS) (1)                | 515 kW (700 PS)                    |
| max. Drehmoment Verbrennungsmotor bei min−1                     | 585 Nm / 2250–7000                 | 585 Nm / 2250–7000                 |
| max. Drehmoment Elektromotor                                    | 225 Nm                             | 225 Nm                             |
| max. Systemdrehmoment                                           | 720 Nm                             | 720 Nm                             |
| Kraftübertragung                                                |                                    |                                    |
| Antrieb                                                         | Hinterradantrieb                   | Hinterradantrieb                   |
| Getriebe                                                        | 8-Gang-Doppelkupplungsgetriebe     | 8-Gang-Doppelkupplungsgetriebe     |
| Messwerte                                                       |                                    |                                    |
| Höchstgeschwindigkeit                                           | 330 km/h                           | 330 km/h                           |
| Höchstgeschwindigkeit, elektrisch                               | 130 km/h                           | 130 km/h                           |
| Beschleunigung, 0–100 km/h                                      | 3,0 s                              | 3,0 s                              |
| Beschleunigung, 0–200 km/h                                      | 8,3 s                              | 8,4 s                              |
| Beschleunigung, 0–300 km/h                                      | 21,5 s                             | 21,6 s                             |
| Leergewicht (trocken)                                           | 1395 kg                            | 1457 kg                            |
| Leergewicht (DIN) mit Betriebsflüssigkeiten und 90 % Kraftstoff | 1498 kg                            | 1560 kg                            |
| Leergewicht (EU) mit 75 kg für Fahrer und Gepäck                | 1573 kg                            | 1635 kg                            |
| Kraftstoffverbrauch auf 100 km nach WLTP (kombiniert)           | 4,8 l Super                        | 4,8 l Super                        |
| CO2-Emissionen nach WLTP (kombiniert)                           | 108 g/km                           | 108 g/km                           |
| Tankinhalt                                                      | 65 l                               | 65 l                               |
| Batteriekapazität                                               | 7,4 kWh                            | 7,4 kWh                            |
| elektrische Reichweite (WLTP)                                   | 33 km                              | 33 km                              |